# Oreina cacaliae
Oreina cacaliae is een keversoort uit de familie bladkevers (Chrysomelidae). De wetenschappelijke naam van de soort werd in 1785 gepubliceerd door Franz Paula von Schrank.